# Da un paese lontano
Da un paese lontano (From a Far Country) è un film del 1981 diretto da Krzysztof Zanussi sulla vita di Giovanni Paolo II prima dell'elezione a pontefice.

## Trama
Nel 1926, un Karol Wojtyła bambino assiste col padre alla rappresentazione della passione e morte di Gesù al santuario di Kalwaria Zebrzydowska.
Passano gli anni. Nel 1939, Karol è studente nella Cracovia occupata dai nazisti e negli anni successivi assiste impotente alle atrocità perpetrate dagli invasori. Con le università polacche ufficialmente chiuse, egli ottiene un lavoro come operaio in uno stabilimento chimico della Solvay; intanto continua a coltivare la sua passione per il teatro. Mentre i sovietici si avvicinano a Cracovia, il cardinale Sapieha decide di radunare nel suo palazzo tutti i seminaristi clandestini (tra i quali il giovane Wojtyła) per cercare di evitare la loro deportazione in Germania.
Dopo la fine della Seconda guerra mondiale, a Marian, amico di Wojtyła che frequentava la stessa filodrammatica con lui, viene assegnato il compito di assistere le popolazioni polacche che vengono trasferite a ovest nei territori recuperati alla Germania. L'incontro con un prete che, sentendosi prossimo alla morte, chiede a lui di confessarlo, gli fa considerare l'idea del sacerdozio.
Nel 1946 Karol è brevemente arrestato per aver partecipato a una manifestazione contro l'abolizione della Festa della Costituzione; il cardinale, avendo notato il suo fervore, decide di ordinarlo in anticipo per inviarlo a Roma, lontano dai pericoli del regime comunista.
Dopo due anni Karol torna in Polonia, dove il regime sta promovendo l'industrializzazione: vicino a Cracovia, nel sobborgo di Nowa Huta, si costruisce una grande acciaieria affiancata da un centro residenziale modello. Intanto Tadeusz, un altro conoscente di Wojtyła divenuto scrittore, rischia di diventare inviso al partito di governo, al quale pure ha aderito, perché è rimasto fedele agli ideali in cui ha sempre creduto. Wojtyła ha con lui un colloquio sulla fede quando quest'ultimo decide di sposarsi in chiesa per riguardo verso la fidanzata. Dopo l'invasione sovietica dell'Ungheria, anch'egli rinnega il comunismo.
Quando le autorità civili revocano il permesso di costruzione di una chiesa a Nowa Huta, abbattendo una croce di legno eretta nel luogo designato all'uopo, la protesta divampa. Karol Wojtyła, vescovo ausiliare, è inviato a Varsavia a parlare col primate; la chiesa viene infine costruita.
Nel 1970 avvengono in Polonia altre proteste con il fiancheggiamento della Chiesa. Già nel 1967 Karol Wojtyła è entrato nel collegio cardinalizio e nel 1976 è incaricato di tenere gli esercizi spirituali a papa Paolo VI. Nel 1978, dopo il brevissimo pontificato di Giovanni Paolo I, è eletto papa e assume il nome di Giovanni Paolo II tra il giubilo dei suoi connazionali.